# Fritz Ossberger
Fritz Ossberger (* 1877 in Thalmässing; † 1947 in Weißenburg in Bayern) war ein deutscher Ingenieur, Erfinder und Unternehmer. Bekannt ist er für seine Entwicklungen im Bereich der Wasserturbinen, insbesondere einer im deutschen Sprachraum auch als Ossberger-Turbine bezeichneten Freistrahl-Querstromturbine.

## Leben und Wirken
Fritz Ossberger wurde 1877 als zweiter Sohn des Michael Ossberger geboren, der in Thalmässing eine Fabrik für Landwirtschaftliche Maschinen betrieb. Von 1895 bis 1898 studierte Fritz Ossberger Maschinenbau am Technikum Mittweida und schloss das Studium als Ingenieur ab. Da der väterliche Betrieb vom älteren Bruder Carl übernommen wurde, gründete Fritz nach seiner Ausbildung zum „Civil-Ingenieur“ (Bauingenieur) mit Fachgebiet Wasserbau 1906 seinen eigenen Betrieb Civil.Ing. Fritz Ossberger Apparate und Mühlenbau in Thalmässing. Er entwickelte insbesondere Ausrüstung für den Wassermühlenbau.
Bald wurde Ossberger auf die Arbeiten des Australiers Anthony Michell aufmerksam, der eine neue Art von Wasserturbine, eine Querstromturbine, entwickelt hatte. Ossberger trat mit Mitchell in Kontakt, korrespondierte mit ihm und verbesserte dessen Erfindung. 1922 meldete er seine Weiterentwicklung der Freistahlturbine zum Patent an.
Es folgte 1933 ein weiteres Patent für eine weiterentwickelte Durchströmturbine.
Im Jahre 1928 zog Ossbergers wachsendes Unternehmen von Thalmässing nach Weißenburg um.
Nach dem Zweiten Weltkrieg und dem Tod von Fritz Ossberger 1947 baute sein Neffe Karl Ossberger das Unternehmen weiter aus und entwickelt es zum weltweit führenden Hersteller für Querstromturbinen. Das von Fritz Ossberger gegründete Unternehmen, das sich weiterhin im Familienbesitz befindet, firmiert heute als Ossberger GmbH & Co und ist weiterhin schwerpunktmäßig auf dem Gebiet der Wasserturbinen, insbesondere im Bereich der kleineren und mittleren Anlagen, tätig. Seit seiner Gründung hat das Unternehmen etwa 10.000 Turbinen hergestellt.